# Agua de alfalfa
El agua de alfalfa es utilizada como bebida refrescante o agua fresca típica mexicana, hecha a base de las hojas de la planta de alfalfa cuyo nombre científico es medicago sativa, que es una especie de planta herbácea perteneciente a la familia de las fabáceas o leguminosas.

## Nutrientes y principios activos
- Sales minerales en especial calcio, potasio, hierro y fósforo.
- Gran cantidad de aminoácidos.
- Betacaroteno y vitaminas C, D, E y K.
- En brotes contiene: Vitamina A, Complejo B, B12, C, D, E, G, K, fósforo y hierro